# Wembley Stadium (1923)
Wembley Stadium (dříve znám pod názvem Empire Stadium) je dnes již zaniklý fotbalový stadion, který se nacházel v londýnském Wembley. Dnes na jeho místě stojí nový Wembley Stadium postavený v roce 2007.
Stadion byl známý díky pořádání různých sportovních klání, např.: finále FA Cupu, pětkrát finále PMEZ, Letní olympijské hry 1948, finále MS ve fotbale 1966 anebo finále ME ve fotbale 1996. O slavném stadionu kdysi známý brazilský fotbalista Pelé prohlásil: "Wembley je katedrála fotbalu. Je to hlavní město fotbalu a také je jeho samotným srdcem." jako uznání jeho stavu nejznámějšího fotbalového stadionu na světě. Na stadionu se konalo mnoho hudebních koncertů, včetně charitativního koncertu Live Aid.
Na stadionu také 2× (mimo zmiňovaný Live Aid) vystoupila skupina Queen (Live at Wembley '8) a The Freddie Mercury tribute koncert 1992).
Takzvané The Twin Towers (dvojí věže) byly dlouhá léta ikonou Anglie a celého Wembley, jejich demolice v roce 2003 tak znepokojila řadu fotbalových fanoušků.